# Nikon D60
De Nikon D60 is een digitale spiegelreflexcamera die in januari 2008 in Japan werd geïntroduceerd. Het was de opvolger van de Nikon D40x. De D60 beschikt over de Nikon EXPEED-beeldprocessor die in de D3 en D300 werd geïntroduceerd.
De body van de D60 lijkt sterk op die van de Nikon D40, afgezien van verschillen in de plaats van knoppen. Net als de D40 heeft de D60 geen extra display op de bovenkant, maar worden sluitertijd, diafragmagetal en andere informatie op het lcd-scherm op de achterkant getoond.